# ایلتوگانوو
ایلتوگانوو (انگلیسی: Iltuganovo) یک شهرک در شهرستان کارماسکالینسکی استان باشقیرستان کشور روسیه است.